# Obertura Dunst
L'obertura Dunst o obertura del cavall de dama és una obertura d'escacs en què les blanques comencen la partida amb el moviment:
1.Cc3
Es tracta d'una obertura poc freqüent, més aviat destinada a sorprendre el contrincant, perquè afebleix el control de les blanques del centre del tauler. També és coneguda com a Obertura Heinrichsen, obertura Bàltica, obertura van Geet, obertura Sleipnir, obertura Kotrč, obertura Meštrović, obertura romanesa, i (en alemany): der Linksspringer.